# Albano Bortoletto Cavallin
Albano Bortoletto Cavallin (Lapa, 25 aprile 1930 – Londrina, 1º febbraio 2017) è stato un arcivescovo cattolico brasiliano.

## Biografia
Monsignor Albano Bortoletto Cavallin nacque a Lapa il 25 aprile 1930 da Pedro Cavallin e Celestina Bortoletto Cavallin, figli di immigrati italiani provenienti da Ospedaletto d'Istrana. A sette anni, in occasione della prima comunione, espresse per la prima volta il desiderio di diventare prete.

### Formazione e ministero sacerdotale
A dieci anni entrò nel seminario minore di Curitiba. Visse i sedici anni di formazione al sacerdozio presso il seminario di São Paulo e a São Leopoldo. Dopo l'ordinazione seguì un corso di specializzazione a Roma tra il 1960 e il 1961 e a Bruges nel 1969.
Il 6 dicembre 1953 fu ordinato presbitero. In seguito fu vicario cooperatore della parrocchia della cattedrale di Curitiba dal 1954 al 1957, vice-rettore del seminario maggiore "Regina degli Apostoli" per un breve periodo nel 1957, parroco di Santa Teresina a Curitiba dal 1958 al 1963, direttore spirituale del seminario maggiore "Regina degli Apostoli" dal 1963 al 1973, coordinatore della pastorale e sottosegretario della Conferenza episcopale regionale Sud 2. Fu anche docente presso lo Studium Theologicum di Curitiba. Il suo incarico più duraturo fu però quello di direttore spirituale del seminario che mantenne per dieci anni collaborando alla formazione di decine di sacerdoti. Nella formazione del clero visse intensamente il periodo rinnovamento della Chiesa dopo il Concilio Vaticano II. Cercò sempre di infondere nei seminaristi l'amore per la Chiesa e specialmente per il suo rinnovamento conciliare. La sua vita come sacerdote e vescovo fu sempre caratterizzata dall'apostolato catechistico, tanto da essere noto come il "vescovo catechista". Promosse la redazione di una raccolta di cinque volumi di catechesi intitolata "Crescere in comunione" che raggiunse una tiratura di oltre due milioni di copie.

### Ministero episcopale
Il 14 giugno 1973 papa Paolo VI lo nominò vescovo ausiliare di Curitiba e titolare di Acque Nuove di Numidia. Ricevette l'ordinazione episcopale il 28 agosto successivo dall'arcivescovo di Curitiba Pedro Antônio Marchetti Fedalto, coconsacranti l'arcivescovo di Londrina Geraldo Fernandes Bijos e il vescovo ausiliare emerito di Curitiba Jerônimo Mazzarotto. Fece parte della commissione pastorale della Conferenza nazionale dei vescovi del Brasile per due mandati dal 1979 al 1986.
Il 24 ottobre 1986 fu promosso alla sede residenziale di Guarapuava. Prese possesso della diocesi il 14 dicembre successivo. L'anno successivo rientrò a far parte della commissione pastorale della Conferenza dei vescovi.
L'11 marzo 1992 papa Giovanni Paolo II lo nominò arcivescovo metropolita di Londrina. Prese possesso dell'arcidiocesi il 9 maggio successivo. Come arcivescovo promosse le missioni popolari di Londrina, oltre 14 000 missionari laici per un anno visitarono 90 000 case nell'arcidiocesi. Contribuì alla costruzione del centro pastorale "Gesù Buon Pastore". Non riuscì a veder realizzato un suo sogno: l'istituzione di un seminario missionario interdiocesano per la formazione di sacerdoti, religiosi e laici missionari da inviare in Africa.
Il 10 maggio 2007 papa Benedetto XVI accettò la sua rinuncia al governo pastorale dell'arcidiocesi per raggiunti limiti di età. Dopo il suo ritiro continuò a operare nella pastorale e nella catechetica. Poco prima di morire pubblicò la sua biografia.
Morì all'ospedale evangelico di Londrina poco dopo le 12 del 1º febbraio 2017 per complicazioni dopo un intervento di cardiochirurgia. Le esequie si tennero il 3 febbraio alle ore 10 nella cattedrale di Londrina. Al termine del rito la sua salma fu tumulata nella cripta della cattedrale.

## Genealogia episcopale e successione apostolica
La genealogia episcopale è:
- Cardinale Scipione Rebiba
- Cardinale Giulio Antonio Santori
- Cardinale Girolamo Bernerio, O.P.
- Arcivescovo Galeazzo Sanvitale
- Cardinale Ludovico Ludovisi
- Cardinale Luigi Caetani
- Cardinale Ulderico Carpegna
- Cardinale Paluzzo Paluzzi Altieri degli Albertoni
- Papa Benedetto XIII
- Papa Benedetto XIV
- Cardinale Enrico Enriquez
- Arcivescovo Manuel Quintano Bonifaz
- Cardinale Buenaventura Córdoba Espinosa de la Cerda
- Cardinale Giuseppe Maria Doria Pamphilj
- Papa Pio VIII
- Papa Pio IX
- Cardinale Alessandro Franchi
- Cardinale Giovanni Simeoni
- Cardinale Antonio Agliardi
- Cardinale Basilio Pompilj
- Cardinale Adeodato Piazza, O.C.D.
- Arcivescovo Sebastiano Baggio
- Arcivescovo Pedro Antônio Marchetti Fedalto
- Arcivescovo Albano Bortoletto Cavallin

La successione apostolica è:
- Vescovo Carlos Pedro Zilli, P.I.M.E. (2001)